# Linea Sillim
La Linea Sillim (신림선, 新林線, Sillim-seon) della metropolitana di Seul è una linea di metropolitana leggera inaugurata il 28 maggio 2022, ha aperto il servizio nella zona sud della città di Seul. Il 3 febbraio 2017 sono iniziati i lavori di costruzione.

## Caratteristiche tecniche
Sulla linea circolano treni a guida automatica di tipo metropolitana su gomma da 3 casse, con una capienza di 237 persone a convoglio. L'alimentazione avverrà a terza rotaia, in corrente continua a 750 V.

## Stazioni
La seguente lista di stazioni previste potrebbe subire modifiche nel progetto definitivo. Sono ordinate da sud a nord:
Linea principale
| Nome stazione                                   | Coreano (hangeul) | Coreano (hanja) | Collegamenti           |
| Seoul National University                       | 서울대            | 서울大          |                        |
| Seorim                                          | 서림              | 西林            |                        |
| Seowon                                          | 서원              | 書院            |                        |
| Sillim                                          | 신림              | 新林            | Linea 2                |
| Danggok                                         | 당곡              | 堂谷            |                        |
| Boramae Park                                    | 보라매공원        | 보라매公園      | Diramazione per Nangok |
| Boramae                                         | 보라매            | 보라매          | Linea 7                |
| Seoul Regional Military Manpower Administration | 서울지방병무청    | 서울地方兵務廳  |                        |
| Daebang                                         | 대방              | 大方            | Linea 1                |
| Saetgang                                        | 샛강              | 샛강            | Linea 9                |

Diramazione Nangok
Dalla stazione di Boramae Park si dirama una linea secondaria, con le seguenti fermate: Sindaebang (interscambio con  Linea 2), Nangoksageori, Miseong, Nangok e Nanhyang.